# 양덕준

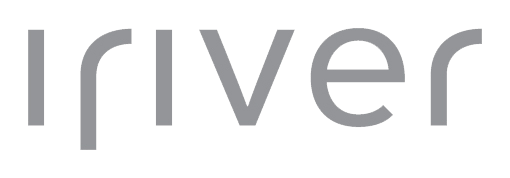
아이리버 로고

양덕준(1951년1월 17일 ~ 2020년 6월 9일)은 대한민국의 기업가이다. 경상북도 대구 출생이다.
MP3 플레이어 브랜드인 아이리버(현 드림어스컴퍼니)의 창업주이며, 2008년 아이리버 퇴사 후에는 민트패스라는 회사를 세워 계속 전자 디바이스 제조업에 투신하다가 2009년에 뇌출혈로 쓰러진 후 경영 일선에서 물러났다. 오랜 투병 끝에 2020년 6월 9일에 별세했다.

## 학력
- 1970년 계성고등학교 졸업
- 1974년 영남대학교 응용화학공학과 학사 졸업

## 경력 사항
- 1978년 3월 : 삼성반도체 입사
- 1985년 4월 ~ 1987년 11월 : 삼성전자 반도체미국법인 근무
- 1988년 1월 ~ 1991년 11월 : 삼성전자 홍콩지점 지점장
- 1991년 12월 ~ 1998년 9월 : 삼성전자 반도체부문 수출담당 이사
- 1999년 1월 : 레인콤 대표이사 사장
- 2000년 7월 : 아이리버 대표이사 사장
- 2005년 5월 : 차세대PC산업협회 회장
- 2005년 6월 : 모바일3D표준화포럼 회장
- 2008년 : 민트패스 대표이사

### 수상 경력
- 2001년 한국무역협회 회장상
- 2001년 중소기업진흥공단 이사장상
- 2002년 코리아디자인어워드 2002
- 2004년 특허청 특허기술상 정약용상

## 가족 관계
- 배우자 : 이승연
- 슬하 : 양동우, 양혜숙

## 같이 보기
- 아이리버